# Tangerine
Tangerine es un lugar designado por el censo ubicado en el condado de Orange en el estado estadounidense de Florida. En el Censo de 2020 tenía una población de 3,237 habitantes y una densidad poblacional de 274.43 personas por km².

## Geografía
Tangerine se encuentra ubicado en las coordenadas 28°45′34″N 81°38′21″O / 28.75944, -81.63917. Según la Oficina del Censo de los Estados Unidos, Tangerine tiene una superficie total de 13.66 km², de la cual 11.77 km² corresponden a tierra firme y (13.86%) 1.89 km² es agua.

## Demografía
Según el censo de 2010, había 2.865 personas residiendo en Tangerine. La densidad de población era de 209,74 hab./km². De los 2.865 habitantes, Tangerine estaba compuesto por el 66.35% blancos, el 20.49% eran afroamericanos, el 0.14% eran amerindios, el 0.87% eran asiáticos, el 0% eran isleños del Pacífico, el 10.68% eran de otras razas y el 1.47% pertenecían a dos o más razas. Del total de la población el 21.88% eran hispanos o latinos de cualquier raza.